# Captain & Tennille
The Captain & Tennille fue un dúo musical estadounidense activo entre 1972 y 2013, formado por el matrimonio de Toni Tennille (n. 8 de mayo de 1940) y Daryl Dragon (n. 27 de agosto de 1942 / f. 2 de enero de 2019). Sus canciones más populares fueron: "Do That to Me One More Time", "Muskrat Love" y "Love Will Keep Us Together", la cual también cantaron en español con el título de "Por amor viviremos".
Vivieron en California, y colaboraron en alguna canción con The Beach Boys.